# Traquita de feldespat alcalí

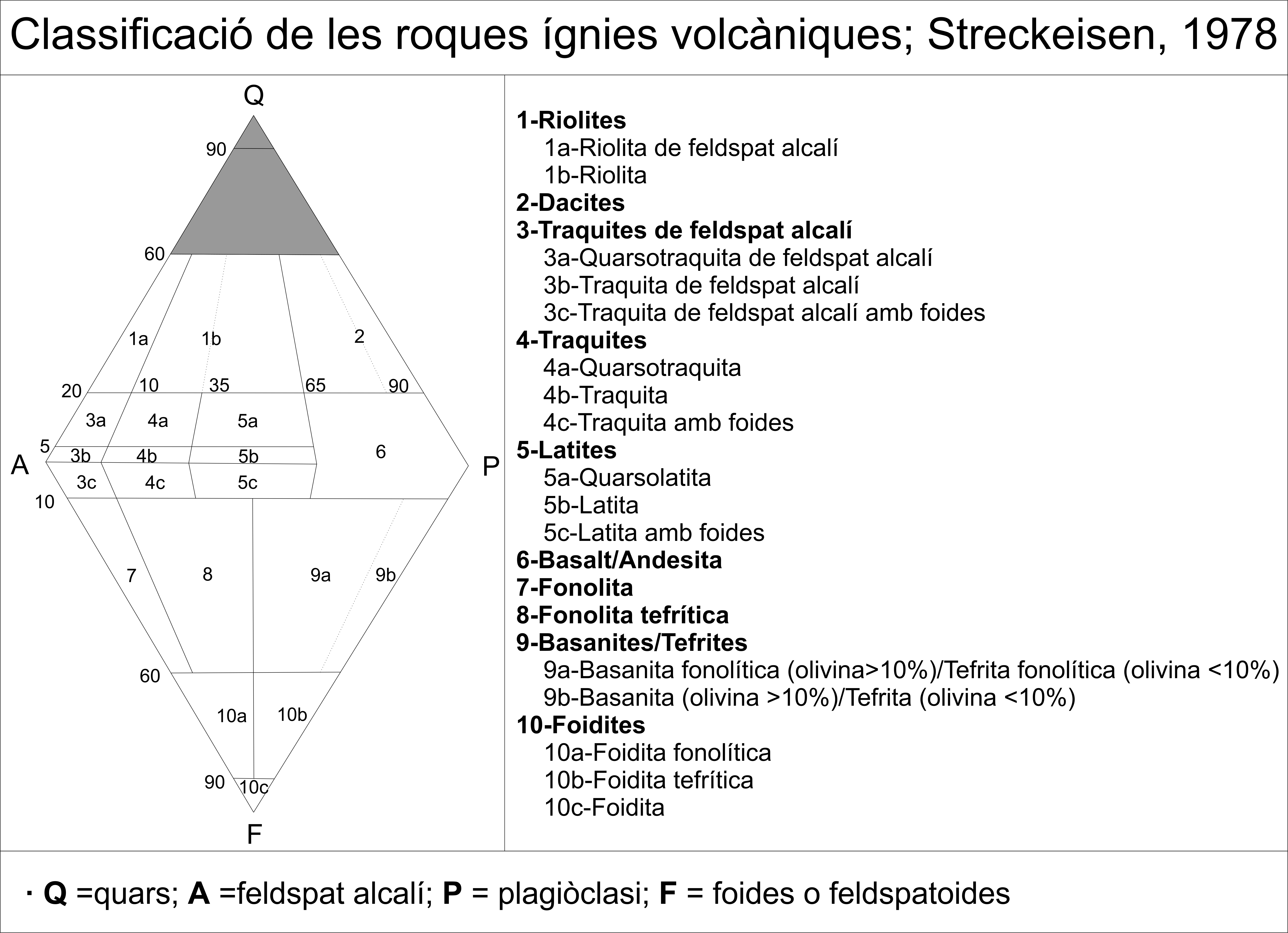
Classificació de les roques ígnies volcàniques segons Streckeisen 1978. La traquita de feldespat es troba al lloc 3b.

La traquita de feldespat alcalí és una roca volcànica (extrusiva) formada a conseqüència del refredament ràpid d'una lava en contacte amb l'atmosfera terrestre. La traquita de feldespat alcalí és una roca traquítica o traquitoide que conté entre un 0 i un 5 per cent de quars; el ràtio de la plagiòclasi respecte al feldespat total és menys de 0,1. En el diagrama QAPF proposat per Streckeisen sol ocupar el camp número 6.